# Truyền thông tiếp thị
Truyền thông tiếp thị (tiếng Anh: Marketing Communications (viết tắt là Marcom)) là một phần cơ bản trong hoạt động marketing của công ty. Marcom là tất cả những thông điệp và phương tiện truyền thông được sử dụng để tương tác với người tiêu dùng thông qua mạng xã hội, truyền hình, quảng cáo,... Hay nói cách khác, phương tiện mà công ty áp dụng để giáo dục, thông báo, thuyết phục một cách trực tiếp hoặc gián tiếp sản phẩm của họ tới khách hàng được gọi là Truyền thông tiếp thị.

## Vai trò
Tùy thuộc vào mục đích, từng yêu cầu cụ thể mà công ty sẽ hình thành cho mình những chiến lược truyền thông tiếp thị phù hợp. Tuy nhiên, những vai trò cụ thể của truyền thông tiếp thị được chỉ ra như dưới đây 
- Phát triển một tầm nhìn chiến lược: Marketing communication sẽ giúp cho ban quản trị của công ty cũng như các giám đốc tiếp thị phát triển một tầm nhìn chiến lược về việc tận dụng các cơ hội và nền tảng tiếp thị khác nhau, đưa ra những kế hoạch giúp công ty có những phương pháp đổi mới, sáng tạo nhằm thúc đẩy dịch vụ khách hàng.
- Tạo nhận thức về thương hiệu (brand awareness): Chiến lược quảng cáo và khuyến mãi được xây dựng để tiếp cận càng nhiều khách hàng tiềm năng càng tốt và cho họ biết sản phẩm mà công ty cung cấp. Để thành công, công ty phải có hiểu biết tốt về những nhóm nhân khẩu học nào có khả năng trở thành khách hàng nhất và đầu tư tiếp thị cho các phương tiện truyền thông phục vụ các nhóm này. Sự lặp lại các hình thức tiếp thị là một phần của việc tạo ra nhận thức về thương hiệu. Nếu khách hàng nhìn thấy thông tin liên lạc từ công ty một số lần, có cơ hội bán hàng cao hơn.[5]
- Thể hiện được lợi thế cạnh tranh: Các chiến lược tiếp thị và truyền thông giúp công ty quảng bá những gì họ cung cấp độc đáo và sáng tạo bằng cách lựa chọn kênh tiếp thị cũng như các công cụ truyền thông khác nhau như quảng cáo truyền hình, đài phát thanh, digital marketing, tiếp thị tương tác... nhằm thể hiện được tính năng và bản chất của sản phẩm theo một góc nhìn tích cực. Điều này sẽ tạo ra một sự cạnh tranh gay gắt với các đối thủ và cũng là phương pháp lôi kéo khách hàng.
- Nuôi dưỡng thiện chí: Khi thực hiện các chiến dịch truyền thông một cách liên tục, khía cạnh niềm tin sẽ in sâu vào tâm trí khách hàng hiện tại cũng như khách hàng tiềm năng. Khi họ liên tục tiếp nhận các thông điệp từ thương hiệu và các sản phẩm mà công ty cung cấp, họ sẽ hình thành nên niềm tin về công ty và tin cậy vào những sản phẩm hoặc dịch vụ của công ty.
- Thu hút nhân tài: Chiến lược truyền thông tiếp thị sáng tạo không chỉ thu hút nhóm khách hàng mới mà còn thu hút nhân tài cho công ty sẵn sàng đồng hành với công ty với tư cách là nhân viên, nhà cung cấp, nhà đầu tư, đại lý và các đối tác kinh doanh khác giúp công ty để phát triển mạnh mẽ và đạt được mục tiêu của mình một cách rất thành công.
- Thông báo với cộng đồng nhà đầu tư: cung cấp cho cộng đồng nhà đầu tư về những điểm mạnh, giá trị cốt lõi, tầm nhìn, cách tiếp cận và mục tiêu của công ty cùng với lợi thế cạnh tranh của công ty, đề xuất bán hàng độc đáo, và các tính năng và thuộc tính của các sản phẩm và dịch vụ được cung cấp cho thị trường mục tiêu.
- Tăng trưởng lợi nhuận: Theo quy tắc ngón tay cái của chiến lược kinh doanh nói rằng các bộ phận tiếp thị và bán hàng hoạt động như xương sống của nhau và khi cả hai cùng hợp tác, lợi nhuận công ty ở mức cao nhất nhờ vào tăng doanh số và thị phần so với các đối thủ trên thị trường vì truyền thông tiếp thị mang tính chiến lược, đổi mới và sáng tạo cũng như phù hợp với mục tiêu chung của công ty.
- Cải thiện giao tiếp với khách hàng: Để thu hút nhóm khách hàng mới và duy trì các khách hàng hiện có trên cơ sở lâu dài, điều quan trọng là truyền thông tiếp thị phải minh bạch, nhất quán, sắc nét, trực tiếp và giúp giải quyết các vấn đề của khách hàng. Truyền thông tiếp thị sẽ cải thiện việc giao tiếp với khách hàng và mức độ tin tưởng của họ đối với thương hiệu, công ty có thể hoàn thành mục tiêu xuất sắc.
- Đưa ra những ý tưởng tiếp thị và sáng tạo: Ban quản lý và bộ phận tiếp thị thử nghiệm và đưa ra những ý tưởng quảng cáo và tiếp thị sáng tạo không chỉ truyền tải thông điệp thương hiệu theo cách sáng tạo mà còn mang lại cho thương hiệu sự sáng tạo so với họ đối thủ cạnh tranh trên thị trường. Công ty cũng cần phải nghiên cứu liên tục về các xu hướng tiếp thị mới nhất trên thị trường và sẵn sàng thử các ý tưởng mới và mới để quảng bá sản phẩm và dịch vụ

## Mục tiêu
Mục tiêu marcom thường là những mục tiêu dài hạn, hướng đến việc xây dựng thương hiệu trong tương lai. Mục tiêu của marcom có thể là :
- Tăng độ nhận biết của khách hàng: có thể thực hiện thông qua quảng cáo ngoài trời, hoặc thông qua quảng cáo hiển thị (Display Advertising) trên các trang mạng xã hội nhằm lặp đi lặp lại tên thương hiệu tạo ấn tượng trong tâm trí khách hàng.
- Tác động đến ý định mua hàng: thông qua quảng cáo thuyết phục bao gồm nhấn mạnh lợi ích của bạn đối với khách hàng, tác động vào nhu cầu tìm ẩn, từ đó thúc đẩy khách hàng mua nhiều hơn.
- Thúc đẩy mua hàng dùng thử: gia tăng trải nghiệm khách hàng (Customer Experience) thuyết phục khách hàng dùng thử sản phẩm cho lần đầu tiên từ đó thúc đẩy hoạt động mua hàng lặp lại.
- Thay đổi thái độ: thay đổi nhận thức về công ty hoặc thương hiệu khi có những sự sai lầm trong phát triển thương hiệu ở giai đoạn đầu khi thành lập.
- Chuyển đổi thương hiệu: thu hút khách hàng mua sản phẩm cạnh tranh của đối thủ cạnh tranh để chuyển sang sản phẩm thương hiệu bạn

## Các công cụ tiếp thị sử dụng
Có các công cụ khác nhau được sử dụng để thu hút đối tượng mục tiêu. Tuy nhiên, công cụ nào được sử dụng phụ thuộc vào nhiều yếu tố khác nhau, chẳng hạn như vị trí địa lý của đối tượng mục tiêu, mức độ phổ biến của sản phẩm, v.v...Mỗi công cụ lại có những điểm mạnh, điểm yếu khác nhau, kết hợp với 4P (Product, Price, Place, Promotion) trong Marketing hỗn hợp giúp doanh nghiệp đạt được mục tiêu của mình. Sau đây là những công cụ quan trọng được sử dụng phổ biến cho truyền thông tiếp thị:

### Quảng cáo
Quảng cáo: là một hoạt động quảng bá nhằm bán sản phẩm hoặc dịch vụ cho đối tượng mục tiêu  và là một trong những công cụ truyền thông nổi bật và được sử dụng rộng rãi nhất trong một chiến dịch tiếp thị vì tác động chính của nó là tăng cường sự nhận thức về thương hiệu và sản phẩm. Quảng cáo có thể có hiệu quả không chỉ để tiếp thị sản phẩm hoặc dịch vụ của bạn, mà còn để tiếp thị thương hiệu của bạn. Thông thường, quảng cáo sử dụng loại hình marketing Above the line (ATL) vì nó phủ sóng rộng. ATL thường được sử dụng bởi các thương hiệu nhắm tới thị trường rộng lớn, đa dạng vì tiếp thị ATL có sức hấp dẫn lớn. Một số ví dụ về tiếp thị ATL bao gồm TV, đài phát thanh, phương tiện in ấn, rạp chiếu phim và phương tiện ngoài trời như bảng quảng cáo, quảng cáo quá cảnh và màn hình đi lại.

### Khuyến mãi
Khuyến mãi: là công cụ truyền thông tiếp thị rất phổ biến. Thông thường, giảm giá và phiếu giảm giá được sử dụng để có được khách hàng mới, trong đó các chương trình thành viên và lòng trung thành được sử dụng để giữ chân khách hàng. Có ba loại khuyến mãi thường được sử dụng. Đầu tiên là giảm giá hướng khách hàng thực hiện giao dịch mua đầu tiên của họ. Ví dụ như bạn vào trang web của một nhà bán lẻ trực tuyến và thấy một cửa sổ bật lên cho biết bạn sẽ nhận được 10% đơn hàng đầu tiên nếu bạn nhập địa chỉ email của mình. Thứ hai là giảm giá thời hạn, khuyến khích khán giả của bạn hành động nhanh trước khi quá muộn (tức là doanh số ngày lễ, Black Friday và Cyber Monday). Cuối cùng là giảm giá thành viên, tập trung vào các tầng chương trình. Những điều này khuyến khích khách hàng tiếp tục mua hàng thông qua công ty của bạn để nhận được giảm giá cao hơn. Về cơ bản, các chương trình khuyến mãi bán hàng giúp thương hiệu của bạn xây dựng niềm tin và quyền hạn với khách hàng mới.

### Mạng xã hội
Mạng xã hội:Mạng xã hội là một thuật ngữ bao quát cho các trang web và ứng dụng tập trung vào truyền thông, đầu vào dựa trên cộng đồng, tương tác, chia sẻ nội dung và cộng tác. Mạng xã hội cho phép các thương hiệu thu hút khách hàng đồng thời cung cấp thông tin về các sản phẩm, dịch vụ và giá trị của công ty. Từ Twitter đến TikTok, mạng xã hội đã nhanh chóng trở thành một phương tiện hiệu quả để người tiêu dùng nghiên cứu về một thương hiệu trước khi tổ chức thậm chí nhận thức được sự quan tâm của người mua. Khách hàng tiềm năng có thể tìm thấy bằng chứng xã hội thông qua các khách hàng khác đã tương tác với các thương hiệu trên các kênh truyền thông xã hội.

### Direct Mail & Catalogs
Direct Mail & Catalogs: Trong khi tiếp thị trực tuyến đã phát triển mạnh trên toàn thế giới trong những năm qua, vẫn có giá trị lớn trong một kế hoạch tiếp thị ngoại tuyến. Trong thế giới kỹ thuật số phát triển, các thư trực tiếp và các catalogs in có thể giúp tạo ra khách hàng tiềm năng và mang lại lợi ích mà tiếp thị trực tuyến không thể nhờ vào địa phương hóa và cá nhân hóa. Nhiều người tiêu dùng nhận thấy thư trực tiếp và các catalogs dễ hiểu hơn, vì một nghiên cứu cho thấy rằng cần ít hơn 21% nỗ lực nhận thức để xử lý. Ngoài ra, thư trực tiếp cũng đã được chứng minh là mang lại tỷ lệ phản hồi trung bình cao hơn khi so sánh với kỹ thuật số. Cuối cùng, quảng cáo in sẽ không chủ động phá vỡ hoạt động của người xem để thu hút sự chú ý của họ, cho họ quyền tự do lựa chọn khi họ sẽ nhận được thông điệp tiếp thị của bạn và do đó cho phép quảng cáo đạt được vào thời điểm tối ưu.

### Email Campaigns & Newsletters
Email Campaigns & Newsletters: Email marketing là việc sử dụng email để quảng bá sản phẩm hoặc dịch vụ nhưng một định nghĩa tiếp thị email chính xác hơn là sử dụng email để phát triển mối quan hệ với khách hàng hoặc khách hàng tiềm năng. Tiếp thị qua email là một phân khúc của tiếp thị internet, bao gồm tiếp thị trực tuyến thông qua các trang web, phương tiện truyền thông xã hội, blog và hơn thế nữa . Nó còn là một chiến thuật cố gắng và thực sự khác để tạo ra khách hàng tiềm năng. Hơn nữa, nó cho phép một thương hiệu xác định khách hàng tiềm năng tốt hơn. Vì tiếp thị qua email là một hệ thống đủ điều kiện dẫn đầu, công ty có thể thấy sự quan tâm của khách hàng tiềm năng dựa trên thực tế là họ đã đăng ký danh sách của bạn, cho dù họ có mở email hay không và liệu họ có nhấp vào bất kỳ liên kết nào trong email không. Tương tự, bản tin email là một cách mạnh mẽ để nuôi dưỡng khách hàng tiềm năng bằng cách cá nhân hóa nội dung dựa vào phản hồi của họ. Điều này giúp đẩy họ xuống sâu hơn trong mô hình phễu và giữ họ gắn kết với thương hiệu của bạn.

### Trade Shows, Webinars, & Seminars
Trade Shows, Webinars, & Seminars: Triển lãm thương mại, hội thảo và hội thảo trên web là những công cụ tuyệt vời để giải quyết các vấn đề, tạo khách hàng tiềm năng và giới thiệu một sản phẩm hoặc dịch vụ mới. Triển lãm thương mại mang đến cho người tiêu dùng cơ hội gặp gỡ trực tiếp với đại diện thương hiệu, mang đến trải nghiệm cá nhân hơn. Hội thảo và hội thảo trên web cũng có thể thiết lập thương hiệu của bạn như một nhà lãnh đạo tư tưởng trong ngành của bạn, mang đến cho người tiêu dùng một thị trường thuận tiện để tìm hiểu về sản phẩm hoặc dịch vụ của bạn.

### Tiếp thị tương tác
Tiếp thị tương tác: Tiếp thị tương tác là một chiến lược truyền thông tiếp thị cho phép giao tiếp hai chiều giữa người bán và người mua. Trao đổi này diễn ra trực tuyến thông qua email, phương tiện truyền thông xã hội và blog. Ưu điểm của tiếp thị tương tác bao gồm khả năng giao tiếp chính xác đến các cá nhân với các thông điệp được định địa chỉ có thể được tùy chỉnh theo cách làm cho các thông điệp phù hợp hơn với người tiêu dùng.Tiếp thị tương tác gần đây đã trở nên phổ biến như một công cụ giao tiếp tiếp thị, trong đó khách hàng có thể tương tác với các công ty trực tuyến và có thể truy vấn thông tin của mình trực tiếp. Amazon là một trong những ví dụ tốt nhất về tiếp thị tương tác trong đó khách hàng lựa chọn và có thể xem những gì họ đã chọn hoặc đặt hàng trong quá khứ gần đây. Ngoài ra, một số trang web cung cấp nền tảng cho khách hàng trong đó họ đặt câu hỏi và nhận câu trả lời trực tuyến như Answer.com.,
Tiếp thị tương tác cũng được liên kết với tiếp thị nội dung, vì vậy các công ty có thể tạo ra nội dung có liên quan được chia sẻ nhiều lần thông qua các mạng xã hội. Những nội dung như vậy có thể giúp người dùng lan truyền trên mạng xã hội. Ngoài ra, người tiêu dùng có thể tin tưởng những người có thể được coi là nhà lãnh đạo tư tưởng trong ngành của họ, vì vậy chiến lược này có thể mang lại nhiều khách hàng tiềm năng trong nước, thông qua các trang tải xuống. Mặt khác, người dùng internet có thể chọn nội dung họ muốn được tiếp xúc, phản hồi và chia sẻ.

### Bán hàng trực tiếp
Bán hàng trực tiếp: Đây là phương pháp truyền thông tiếp thị truyền thống trong đó nhân viên bán hàng tiếp cận trực tiếp khách hàng tiềm năng và thông báo cho họ về hàng hóa và dịch vụ họ đang kinh doanh. Đây được coi là một trong những phương thức giao tiếp đáng tin cậy nhất vì nó được thực hiện trực tiếp bằng miệng, tức là mặt đối mặt với khách hàng, giúp sản phẩm có thể đến trực tiếp tới người dùng mà không thông qua bất kỳ đại lý hay cửa hàng nào.

## Quy trình truyền thông tiếp thị

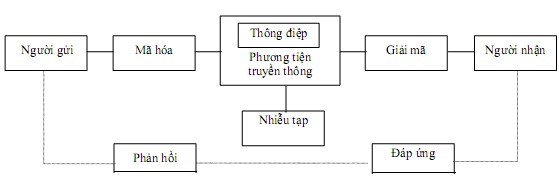
Các yếu tố trong quá trình truyền thông

Marcom liên quan đến hoạt động truyền, nhận và xử lý thông tin và Marcom là công cụ truyền thông trong hoạt động.
Hai yếu tố thể hiện các bên chủ yếu tham gia truyền thông là người gửi và người nhận. Hai yếu tố khác là những công cụ truyền thông chủ yếu, tức là thông điệp và phương tiện truyền thông. Bốn yếu tố khác nữa là những chức năng truyền thông chủ yếu, gồm mã hóa, giải mã, phản ứng đáp lại và thông tin phản hồi. Yếu tố cuối cùng là nhiễu trong hệ thống đó. Các yếu tố này được định nghĩa như sau:
- Người gửi (sender) là bên gửi thông điệp cho bên còn lại (còn được gọi là nguồn truyền thông).
- Mã hóa (encoding) là tiến trình chuyển ý tưởng thành các biểu tượng.
- Thông điệp (message): Tập hợp các biểu tượng mà bên gởi truyền đi.
- Phương tiện truyền thông (media) gồm các kênh truyền thông qua đó thông điệp truyền đi từ người gửi đến người nhận.
- Giải mã (decoding) là tiến trình người nhận quy ý nghĩa cho các biểu tượng do người gửi truyền đến.
- Người nhận (receiver) là bên nhận thông điệp do bên kia gửi đến.
- Đáp ứng (response) là tập hợp những phản ứng mà người nhận có được sau khi tiếp nhận thông điệp.
- Phản hồi (feeback) là một phần sự đáp ứng của người nhận được thông tin trở lại cho người gửi.
- Nhiễu tạp (noise) là những yếu tố làm sai lệch thông tin trong quá trình truyền thông, dẫn đến kết quả là người nhận nhận được một

Quy trình cơ bản trong Marketing Communication 
- Quy trình Marcom bắt đầu với việc phát triển chiến lược, ở giai đoạn này, bạn phải lên một chương trình Marcom hoàn thiện, chọn điểm tiếp xúc (touch points) với người tiêu dùng thích hợp
- Giai đoạn kế tiếp, ghi lại những phản hồi của người tiêu dùng.
- Sau đó những phản hồi này sẽ được mã hóa và trở thành dữ liệu quảng cáo.
- Tiếp theo, thống kê và đánh tất cả những dữ liệu thu.

xxxxnhỏ|392x392px| Integrated Marketing Communication]]
- Từ đó, tiến hành phân bổ nguồn ngân sách cho Marketing Communication tích hợp.

## Truyền thông tiếp thị tích hợp
Truyền thông tiếp thị tích hợp là khái niệm về sự hoạch định tiếp thị truyền thông nhằm xác định giá trị gia tăng của một kế hoạch tổng hợp nhằm xác định giá gia tăng của một kế hoạch tổng hợp, đánh giá vai trò chiến lược của các thành phần khác nhau trong truyền thông như quảng cáo, khuyến mại, tuyên truyền và sự kết hợp các thành phần này để tạo ra một sự truyền thông rõ ràng, đều đặn, hiệu quả tối đa (Theo Hiệp hội các đại lý quảng cáo Mỹ 4As).
- Theo Armstrong & Kotler 2005, IMC (Integrated Marketing Communication) hay truyền thông tiếp thị tích hợp là những hoạt động truyền thông mang tính phối hợp và gắn bó chặt chẽ với nhau nhằm chuyển giao một thông điệp rõ ràng, nhất quán và thuyết phục về một số tổ chức và những sản phẩm của tổ chức đó.[19]

### Vai trò của IMC
Vai trò của Integrated marketing communication (IMC) thể hiện giống như sau :
- Là công cụ thực hiện chức năng truyền thông, đáp ứng nhu cầu khách hàng.
- Phối hợp với các công cụ khác trong marketing mix để đạt mục tiêu marketing
- Là công cụ cạnh tranh trong kinh doanh: gia tăng giá trị sản phẩm, thông tin, xây dựng nhận thức về sản phẩm, nâng cao uy tín nhãn hiệu, duy trì niềm tin, thái độ tốt đẹp của công chúng về công ty...
- IMC có thể: 
  - Thông tin về lợi thế sản phẩm.
  - Thiết lập sự nhận thức và thái độ thuận lợi đối với sản phẩm, công ty.
  - Tạo sự ưa thích nhãn hiệu.
  - Tăng số lượng bán hiện tại.
  - Củng cố hoạt động phân phối tại điểm bán lẻ.
  - Đạt sự hợp tác từ các trung gian và lực lượng bán hàng.
  - Động viên lực lượng bán hàng. Xây dựng hình ảnh tốt về công ty
- IMC không thể
  - Thuyết phục người tiêu dùng mua sản phẩm không phù hợp với nhu cầu.
  - Làm cho khách hàng mua sản phẩm với mức giá cao hơn.
  - Thuyết phục khách hàng tìm mua sản phẩm trong khi nó đang phân phối hạn chế

### Quy trình Marketing communication tích hợp
Một quy trình IMC điển hình gồm 5 bước :
- Xác định khách hàng từ dữ liệu hành vi thu thập

Dữ liệu hành vi: Cho doanh nghiệp biết khách hàng làm gì, họ hành động như thế nào và lịch sử của họ liên quan đến việc cung cấp sản phẩm/ dịch vụ
Dữ liệu nhân khẩu học: Cho doanh nghiệp biết tuổi, địa điểm, giới tính, thu nhập của khách hàng, v.v.
IMC dựa trên những gì mọi người làm. Điểm đáng chú ý là dữ liệu hành vi sẽ mang lại kết quả tốt hơn so với dữ liệu nhân khẩu học. Đầu tiên, tổng hợp khách hàng dựa theo hành vi của họ. Sau đó, bổ sung và tăng cường với các loại dữ liệu khác.
- Xác định giá trị tài chính của khách hàng hiện tại và tiềm năng mang lại

Tiếp thị truyền thống được coi là một chi phí tổ chức. Tuy nhiên, một tư duy IMC đòi hỏi chúng ta phải xem tiếp thị như một khoản đầu tư, một công cụ chiến lược có ảnh hưởng đến dòng tiền.
Để biết những gì chúng ta có thể chi tiêu để thu hút khách hàng mới, doanh nghiệp phải biết giá trị tài chính của khách hàng hiện tại và tiềm năng của họ. Giá trị này trở thành cơ sở cho đầu tư tiếp thị vì khách hàng thúc đẩy doanh thu. Sử dụng giá trị này để đặt mục tiêu và xác định những hành động tiếp thị cần thực hiện.
- Xây dựng và truyền tải các thông điệp

Bây giờ các tổ chức sẽ đặt các mục tiêu tiếp thị gắn liền với các mục tiêu tài chính của họ, sau đó tạo dựng và cung cấp các thông tin tiếp thị có ý nghĩa cho khách hàng tiềm năng và khách hàng hiện tại.
Liên kết các mục tiêu tiếp thị với kết quả tài chính bằng hai yếu tố này:
1. Truyền tải: Khách hàng tiếp xúc với thương hiệu của bạn ở đâu? Nơi nào họ muốn tiếp xúc với thương hiệu của bạn?
2. Nội dung: Những customer insight nào công ty có thể sử dụng để kết nối những gì thương hiệu của bạn muốn cung cấp với những gì khách hàng của bạn muốn có được?

Mặc dù phương pháp tiếp thị truyền thống sẽ yêu cầu bạn xác định nội dung sáng tạo của mình trước rồi chọn kênh, IMC đảo lại quá trình này bằng cách hỏi trước để hiểu khách hàng của công ty đang ở đâu. Với kiến thức đó, công ty có thể tiếp cận khách hàng với nội dung và thông điệp dựa trên customer insight s.
- Ước tính lợi tức đầu tư của khách hàng (ROCI)

Bước này tập trung vào việc xác định ROCI là kết quả của hoạt động tiếp thị và truyền thông của bạn. Đây là mục tiêu của IMC. Và để đánh giá được điều này doanh nghiệp cần áp dụng các công cụ: phân tích mô tả, dự đoán; tối ưu hóa kiểm nghiệm A/B, các nhóm kiểm soát.
- Ngân sách, phân bổ, đánh giá

Một cách tiếp cận IMC thực sự đòi hỏi doanh nghiệp phải có ngân sách, điều này trái ngược với cách mà hầu hết các quy trình lập ngân sách của các trường đại học. Suy nghĩ như một nhà đầu tư và biết các chỉ số tài chính quan trọng: chi phí mua lại của khách hàng, tỷ lệ duy trì và sự khác biệt giữa lợi nhuận ngắn hạn và dài hạn của bạn.

### Lý do cơ bản cho sự phát triển của IMC
Công nghệ đã thay đổi cách thức các doanh nghiệp tiếp thị sản phẩm và dịch vụ của họ. Khách hàng kiểm soát được những gì họ mua, khi nào họ mua, địa điểm và cách thức họ mua hàng. Những thông điệp có thể được truyền tải đến một cá nhân và có thể giới thiệu các sản phẩm mà họ quan tâm, dựa trên hành vi mua hàng trong quá khứ. Internet và các phương tiện tương tác khác giúp bạn dễ dàng mua bất kỳ sản phẩm nào mà không phải rời khỏi nhà, bất kỳ thời điểm nào, bằng việc gọi điện thoại đặt hàng hoặc các trang web Internet. Người tiêu dùng ngày càng được giáo dục tốt hơn về các sản phẩm và có thể tìm kiếm thông tin khi họ rảnh rỗi. Các nhà tiếp thị nhận ra rằng người tiêu dùng ngày càng có nhiều lựa chọn khi họ mua hàng. Chính vì điều này. suy nghĩ đã chuyển từ định hướng bán hàng sang định hướng đến người tiêu dùng trong một khoảng thời gian tương đối ngắn.
Trước khi có IMC, những nỗ lực tiếp thị truyền thống đơn giản hơn, chủ yếu nhằm tạo ra doanh thu và tăng lợi nhuận. Chiến thuật này giúp người bán không phải thực hiện việc truyền tải thông điệp đến người mua, được gọi là cách tiếp cận inside-out. Ngược lại, IMC là việc doanh nghiệp định hướng theo khách hàng và hiểu được người tiêu dùng có rất nhiều lựa chọn cho một loại sản phẩm bất kỳ. Các nhà tiếp thị hiện nay đang tập trung vào cách tiếp cận outside-in, chính là việc tạo ra sản phẩm nhằm đáp ứng nhu cầu và mong muốn của từng khách hàng.
Việc áp dụng IMC thành công cần một sự thay đổi về triết lý kinh doanh hoặc cách suy nghĩ khác và hoạch định truyền thông tiếp thị hiệu quả mang tính chiến lược. Để đạt được hiệu quả, cần phải nhìn nhận IMC như là một quy trình để xây dựng mối quan hệ với khách hàng mục tiêu, phát triển sản phẩm hoặc cung cấp dịch vụ đáp ứng nhu cầu cụ thể của khách hàng. Hiệu suất của sản phẩm và chất lượng cũng là một nhân tố quan trọng cho sự thành công của doanh nghiệp đó.

### Các rào cản đối với IMC
Trên toàn cầu, có sự liên tục trong việc bãi bỏ quy định thị trường và xuất hiện phân khúc cá nhân hóa thị hiếu và sở thích của người tiêu dùng. Vì vậy, IMC không phải là một quá trình dễ dàng khi phải đối mặt với những thách thức bên trong cũng như bên ngoài. Khi một số thị trường dỡ bỏ các phương tiện truyền thông truyền thống, chúng vẫn gặp một số trục trặc trong truyền thông. Những thách thức của IMC đó là:
- Mặc dù có sự quan tâm cao của các nhà tiếp thị, song việc triển khai IMC vẫn còn thấp. Một phần hầu hết do các nhà quản lý (chiếm 58% theo Advertising Age’s) thiếu chuyên môn. Không chỉ các nhà quản lý mà cả các cơ quan cũng thiếu kinh nghiệm thực sự trong toàn bộ lĩnh vực truyền thông tiếp thị.
- Một số cấu trúc tổ chức cứng nhắc dẫn đến cô lập thông tin liên lạc, dữ liệu hoặc thậm chí các nhà quản lý từ mọi nơi khác nhau.[26] IMC cũng có thể bị hạn chế về mặt sáng tạo, không còn những khuyến mãi rầm rộ và mạnh mẽ nếu chúng không phù hợp với chiến lược truyền thông tiếp thị chung của công ty. Niềm vui của sự sáng tạo vô tận có thể bị kìm hãm nhưng có thể nói, điều này có thể đưa ra thách thức sáng tạo lớn hơn khi công ty hoạt động theo một kế hoạch sáng tạo chặt chẽ hơn.[27]
- Với những danh mục sản phẩm phong phú và thị trường đa dạng còn làm tăng thêm sự phức tạp, đặc biệt nếu hoạt động trên quy mô toàn cầu. IMC có thể gặp những khó khăn trong việc truyền đạt các thông điệp liên kết đến nhiều đối tượng khác nhau. Sự tích hợp giữa các thị trường khác nhau thường đi theo định hướng thương hiệu. Cụ thể là thương hiệu vẫn giữ nguyên trong khi các thông điệp cụ thể được điều chỉnh sao cho phù hợp với từng đối tượng cụ thể.
- Sự thay đổi quyền lực thị trường từ nhà sản xuất sang nhà bán buôn sang nhà bán lẻ.
- Tăng trưởng nhanh chóng của tiếp thị cơ sở dữ liệu.
- Một sự thay đổi trong các chương trình khuyến mãi truyền thống.
- Thay đổi từ phân phối thông tin đơn thuần sang phân phối giá trị.
- Sự phân mảnh của phương tiện truyền thông.